# متاع

رسم بياني يوضح الأجزاء الرئيسية التي تتكون منها الزهرة الناضجة

المَتَاْع أو الوَزيم أو المِدَقَّة (بالإنجليزية: Gynoecium)‏، (من الإغريقيّة gyne الّتي تعني «امرأة» وoikos الّتي تعني «منزل»). هي الجزء من الزهرة الّذي يُنتِج البُيَيْضَات (بالإنجليزية: ovule)‏ والّتي بدورها تتطوّر إلى فواكه وبذور. وهي أعمق دُوَّارة من (واحدة أو أكثر من) المِدقّات (بالإنجليزية: Pistils)‏ في الزهرة وتُحاط بأعضاء تكاثريّة مُنتِجة لغُبار الطَّلع والأسدية، وتُسمّى مُجتمعةً العَطيل (بالإنجليزية: androecium)‏. غالبًا ما يُشار للمِدقّة بأنّها عضو الزّهرة «الأنثويّ»، وبدلًا من إنتاج الأعراس أو المَشائِج الأنثويّة مُباشرةً (مثل البويضة)، فإنَّها تُنتِج أبواغ كبروية (بالإنجليزية: megaspore)‏ وكل منها يتطوّر إلى نابِتة عِرسيّة والّتي بدورها تُنتِج البويضات.
يستخدم المصطلح وزيم أيضًا من قِبَل علماء النبات للإشارة إلى عنقود الأرشيجونة وأي أوراق معدّلة أو جذوع موجودة على نبات حزازيّ محقونة في الأشنيّات والنباتات الكبدية والنباتات الزهقرانية. إنّ عضو التذكير في هذه النباتات هو عناقيد المِئبر (معفر) ضمن العَطيل.
الأزهار الَّتي تحمل وزيمًا ولكن بدون أسدِية تدعى مُخَبْوَنَة. وتدعى الأزهار الَّتي تفتقر للوزيم مُسَدَّاة.
يُشار عادةً للوزيم بأنّه أنثويّ وذلك لأنّه يعطي زيادة في الأعراس الأنثويّة، وعلى الرّغم من ذلك، فالبوغيّات لا جنس (sex) لها، وفقط النباتات العِرسيّة لها جنس!.
إنّ تطوّر وتناسق الوزيم مهمّ في الأبحاث المَنْهَجِيّة واسْتِعْراف (تَعْيينُ الهُوِيَّة) كاسِياتِ البُذور، لكن قد يكون الأمر صَعبًا بالنسبة للأجزاء الزَهريّة.